# 荒木舜庵
荒木 舜庵（あらき しゅんあん）は、江戸時代末期の人物。近江長浜の人で、父は吉川三左衛門義東（三助）。
羽柴秀吉の命を受け長浜城下町作りに貢献した、長浜三年寄吉川三左衛門の子孫。
荒木寿山の養子となり、江戸芝神明町（現浜松町）で漢方医となる。漢方医長谷川友尚、漢方医木村友春（後に長谷川友尚の娘と結婚、友尚の養子となり、その後、嘉永6年（1853年）荻野山中藩医となる）、高橋栄次郎（後に日本橋通油町の硝子・眼鏡問屋加賀屋（加賀吉）を営む山岸家の養子となる）とともに、京都から上京。後に長谷川友尚が妻せいと離縁した後せいと結婚し、3児を儲ける。娘庸の夫が根付師尾崎谷斎、長男が尾崎紅葉。